# Еден Бодор
Еден Бодор (мађ. Bodor Ödön, Krausz, јеврејин пореклом, је био мађарски спортиста, фудбалер, атлетичар, фудбалски тренер и новинар. Учествовао је на Летњим олимпијским играма 1908. у Лондону и на Летњим олимпијским играма 1912. у Стокхолму.